# N&U
N&U is een lokale politieke partij in de Belgische gemeente Nijlen. De afkorting staat voor Nijlen en U, en werd gebruikt bij de gemeenteraadsverkiezing van 2006 waar de partij vijf zetels behaalde. Later, bij de verkiezingen van 2012 behaalde N&U vier zetels. In 2018 behaalde de partij 2 zitjes in de gemeenteraad.
N&U ontstond begin jaren 2000 na de splitsing van de Volksunie. Ondertussen groeide de partij uit tot een 100% lokale partij dewelke geen enkele binding heeft met nationale partijen. Nijlen & U heeft als slogan 'niet de kleur telt, wel Nijlen & U'.